# Robert Doisneau
Le mie foto erano come una prova che questo mondo può esistere.»
(Robert Doisneau)
Robert Doisneau (Gentilly, 14 aprile 1912 – Parigi, 1º aprile 1994) è stato un fotografo francese appartenente alla cosiddetta Fotografia umanista.

## Biografia
Doisneau studiò da ragazzo litografia all'école Estienne, presso Chantilly. In questi anni Robert matura un interesse sempre crescente per le periferie e tutti quei luoghi che diventeranno poi il cuore pulsante della sua fotografia. Venne poi assunto all'età di ventidue anni, dopo aver lavorato come assistente dello scultore André Vigneau. Dopo questa esperienza lavora presso le officine della Renault di Billancourt come fotografo industriale.
Negli anni quaranta si impegnò nella Resistenza, dove si prestò come litografo per falsificare documenti importanti a livello strategico. Dopo la fine della guerra, dal 1945, cominciò a lavorare con Pierre Betz, editore del giornale Le Point, e dal 1946 divenne fotografo indipendente per l'agenzia Rapho, fondata da Charles Rado e gestita all'epoca da Raymond Grosset; Doisneau rimase un fotografo della Rapho per circa cinquant'anni. Nel 1947 incontrò Jacques Prévert, Robert Giraud e, nello stesso anno, vinse il Kodak Prize.
Nell'arco della sua carriera Doisneau ha realizzato anche diversi reportage per Vogue. 
Nel 1949 Doisneau pubblica la sua prima raccolta fotografica, “la Banlieu de Paris”, con l'obiettivo di raccontare la vita della capitale francese attraverso immagini poi diventate iconiche. Nella sua carriera Doisneau ne pubblicò diversi, e molti altri furono dedicati ai suoi lavori. Robert Doisneau morì nel 1994 a Parigi e venne seppellito a Raizeux, accanto alla tomba della moglie. Alla sua morte furono ritrovati nel suo atelier di Montrouge oltre 40.000 negativi, che sono poi stati recuperati. Ancora oggi sono molte le mostre dedicate al fotografo francese, ancora preso come riferimento dal mondo della fotografia internazionale.

## Opere

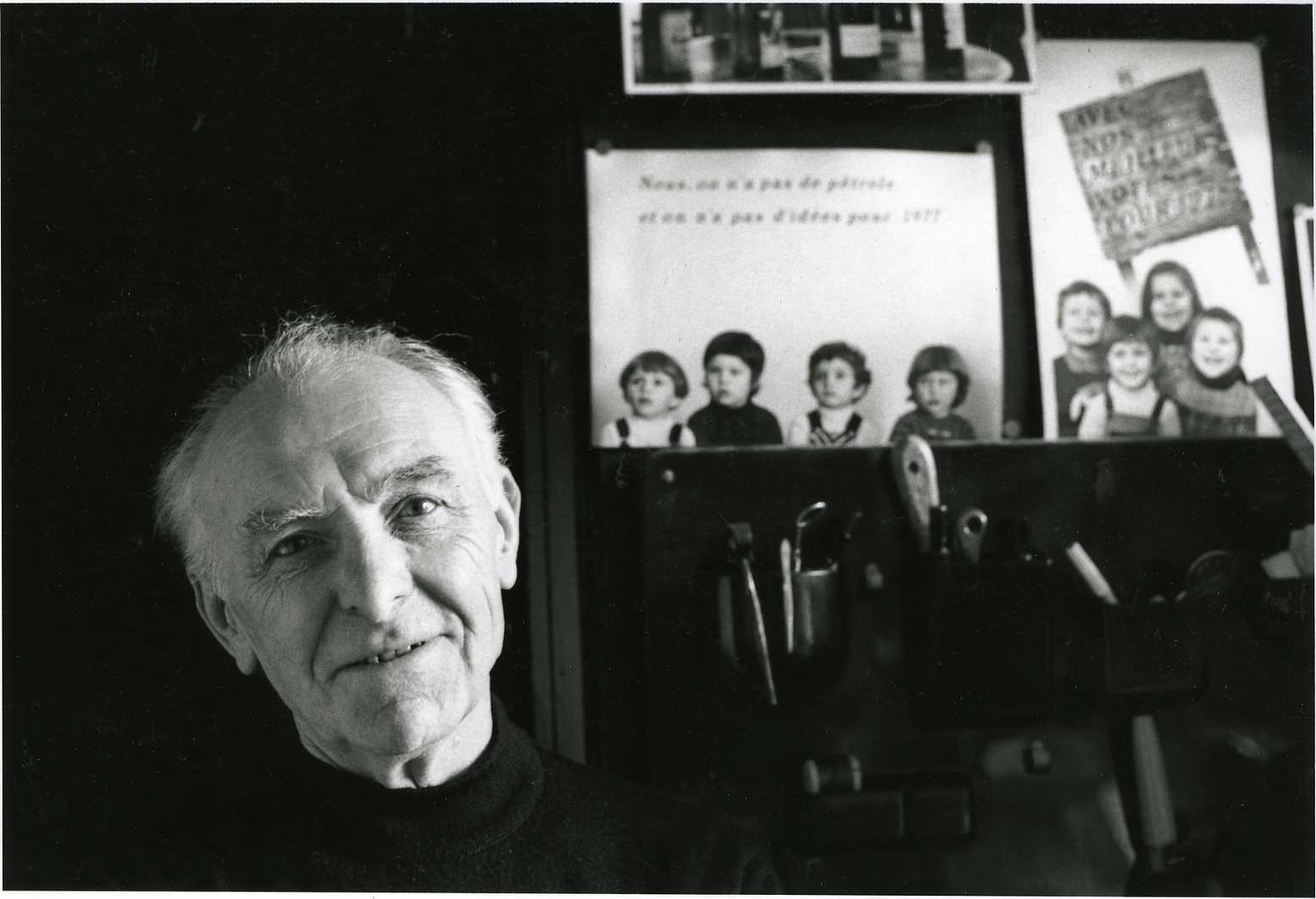
Robert Doisneau fotografato da Bracha L. Ettinger nel suo studio di Montrouge nel 1992

La sua vita è trascorsa nella periferia parigina di Montrouge, fotografando strade e volti sempre differenti. Il suo nome viene ricordato soprattutto per le sue foto riguardanti la vita di strada della capitale francese, caratterizzate da una sincera e umoristica rappresentazione della società e dell'ambiente parigino. Doisneau amava immortalare la cultura dei bambini della strada e dei loro giochi, arrivando a conferire alle loro attività, seppur infantili, rispetto e serietà.

## Lo stile
Robert Doisneau è considerato uno dei maggiori esponenti della fotografia umanista e del fotogiornalismo, insieme a Henri Cartier-Bresson. Al centro di ogni scatto infatti vi sono le emozioni dell'uomo.
La fotografia di Doisneau è una fotografia che coglie di sorpresa i soggetti, lo scatto non è quasi mai preparato ma il più delle volte è "rubato".
Per descrivere il suo lavoro ed il suo approccio alla fotografia, Doisneau ha sempre amato definirsi non un artista, ma un "pescatore di momenti". L'ambientazione è quasi sempre Parigi, di cui il fotografo immortala strade, cittadini, lavoratori, bambini che giocano, angoli particolari... Soggetti quasi sempre inconsapevoli ma in grado di trasmettere un'emozione. L'intento è quello di raccontare una Parigi umanista nella semplicità di tutti i giorni, spogliandola del patinato per raccontarne la verità del quotidiano, l'aspetto più semplice e allo stesso tempo più vero di chi la abita e più in generale della società francese della capitale nella contemporaneità di Doisneau.
Per la sua capacità di raccontare l'emotività dei personaggi nascosta nelle scene quotidiane, Robert Doisneau è considerato il fotografo romantico per eccellenza. Lo sguardo che contraddistingue le fotografie di Doisneau è uno sguardo umile, a tratti ironico. Sempre leggero e attento a ciò che accade intorno a lui, determinato a cogliere l'attimo in tutta la sua naturalezza e semplicità; pronto a raccogliere la bellezza che gli si para davanti. La sua ambizione è quella di raccontare con i suoi scatti chi di solito non occupa le prime pagine, la gente comune, i bambini, i lavoratori; e di immortalare una felicità semplice, le piccole cose. In poche parole la vita che scorre, così com'è.

### IlBacio davanti all'hotel De Ville
La sua opera più conosciuta è Bacio davanti all'hotel De Ville. La foto, scattata nel 1950, ritrae una coppia di ragazzi che si baciano lungo le caotiche vie di Parigi. La coppia non è stata però ritratta per caso: Doisneau stava realizzando un servizio fotografico per la rivista statunitense Life, e chiese ai due giovani di posare per lui. Si trattava di Françoise Bornet, una studentessa di teatro, e del suo ragazzo, Jacques Carteaud. L'identità della coppia rimase un mistero fino al 1992, quando Denise e Jean-Louis Lavergne si presentarono alla televisione francese sostenendo di essere i protagonisti della foto, e denunciando l'artista per averli fotografati senza permesso.
Questo portò Doisneau a spiegare che i protagonisti della foto erano in posa, e quindi era stato chiesto loro il permesso e non «sorpresi al volo (come invece garantì Life ai suoi lettori pubblicando il servizio [...])». Doisneau infatti stava cercando ispirazione per una foto quando vide i due ragazzi baciarsi, e chiese loro di replicare quel gesto per poterli fotografare. A quel punto Françoise Bornet, dopo quarant'anni dallo scatto, tornò dal fotografo, dimostrando di essere lei la ragazza immortalata e mostrando la copia autografata della stampa che Doisneau le aveva inviato all'epoca, pochi giorni dopo averla sviluppata. La nipote di Françoise vendette poi la stampa nell'aprile del 2005 per €155.000.

## Mostre
Al Museo Maillol per l'estate - autunno 2025 più di 400 cliché sono proposti al visitatore nell'esposizione Robert Doisneau - Instant donnés, la più completa degli ultimi venti anni che copre quasi sessant'anni  di carriera, insieme a degli estratti di documentari di Patrick Cazals, Doisneau des villes, Doisneau des champs e Robert Giraud, le maître d'argot. Nel primo, del 1993,  una giovane Juliette Binoche commenta l'incontro con il fotografo parlando del fascino dell'istante che caratterizza il linguaggio della fotografia. Il critico Bernard Génin cita la frase di Godard «Pas une image juste, juste une image» («non un'immagine giusta, giusto un'immagine») come acuita da un'altra dello stesso Doisneau: «Juste une image juste» («Soltanto un'immagine giusta»).

## Opere maggiori
- La première maîtresse, 1933;
- Défilé de soldats allemands, 1943;
- Barricade, 1944;
- Place Saint-Michel, 1944;
- Amour et Barbelés, 1944;
- Les glaneurs de charbon, 1945;
- Donio, dresseur de chiens, 1946;
- Bolides, 1946;
- Le regard oblique (boutique de Romi), 1948;
- Baiser de l'Hôtel de Ville, 1950;
- L'Enfer, 1952;
- Les pains de Picasso, 1952;
- Les Chiens de la Chapelle, 1953;
- Le manège de Monsieur Barré, 1955;
- L'information scolaire, 1956;
- Le cadran scolaire, 1956;
- Bassin de la Villette, 1957;
- Un musicien sous la pluie, 1957[18].

### Fotografie per opere altrui
- Jacques Yonnet, Rue des Maléfices - Chronique secrète d'une ville, 1954 (Le vie incantate di Parigi. Cronaca intima di una città, traduzione di Guido Lagomarsino, con fotografie di Robert Doisneau e disegni dell'autore, FBE Editori, 2005 ISBN 88-89160-16-0).